# Trachiopsis mucosa
Trachiopsis mucosa är en snäckart som först beskrevs av Cox 1868.  Trachiopsis mucosa ingår i släktet Trachiopsis och familjen Camaenidae. Inga underarter finns listade i Catalogue of Life.